# Pixel 9 Pro Fold
Le Pixel 9 Pro Fold,, est un smartphone pliable alimenté par Android conçu, développé et commercialisé par Google dans le cadre de la gamme de produits Google Pixel. C'est le successeur de la première génération du Pixel Fold. Il a été officiellement annoncé le 13 août 2024, lors de l’événement annuel Made by Google, et est commercialisé aux États-Unis le 4 septembre 2024.

## Histoire
En octobre 2023, 9to5Google a annoncé qu’un deuxième smartphone pliable sous Android était en développement chez Google, appelé "Comet". Cela est arrivé après la sortie de la première génération de Pixel Fold l’année précédente. Il devait initialement être nommé Pixel Fold 2 mais a été changé plus tard en Pixel 9 Pro Fold,.
Après avoir prévisualisé le téléphone en juillet 2024, Google a officiellement annoncé le téléphone le 13 août, avec les Pixel 9, Pixel 9 Pro, Pixel 9 Pro XL et Pixel Watch 3 (en), lors de l’événement annuel Made by Google. Le Pixel 9 Pro Fold sortira le 4 septembre.

## Caractéristiques

### Design
Google Pixel 9 Pro Fold, par rapport à la génération précédente Pixel Fold, présente un design plus grand et plus mince. Il arbore un écran de couverture de 6,3 pouces et un écran intérieur Super Actua Flex de 8 pouces.
L’écran externe a une définition de 1080 x 2424 pixels avec une résolution de 422 ppi. L’écran atteint une luminosité maximale de 1800 nits en HDR et jusqu’à 2700 nits. Les deux écrans prennent en charge le HDR et sont tous deux protégés par un verre Corning Gorilla Glass Victus 2. Le Pixel 9 Pro Fold mesure 5,1 mm (0,20 po) d’épaisseur lorsqu’il est déplié et 10,5 mm (0,41 po) lorsqu’il est plié.
Il existe deux couleurs disponibles : Porcelaine (un écru ou blanc cassé) et Obsidienne (un gris anthracite foncé).

#### Matériel
Le Pixel 9 Pro Fold est alimenté par la puce G4 Tensor, couplée à 16 Go de RAM et 256 Go de stockage. Il dispose également d’un système de caméra mis à niveau avec une caméra de 48 mégapixels, 10,5 mégapixels ultra-large objectif, et 10,8 mégapixels téléobjectif avec zoom optique 5x et jusqu’à 20x Super Res Zoom.
Il dispose d’une batterie de 4650mAh avec prise en charge pour la charge rapide 45W. Il prend également en charge la recharge sans fil certifiée Qi.

#### Logiciel
Le Pixel 9 Pro Fold est livré avec Android 14.

## Réception
Avant sa sortie prévue, The Verge a exprimé son enthousiasme pour les améliorations potentielles aux défauts du modèle original.